# Ivano Quartuccio
Ivano Quartuccio (Palermo, 24 febbraio 1981) è un allenatore di pallanuoto italiano.

## Carriera
Nel 2012 il presidente Marcello Giliberti gli affida la panchina della prima squadra; militante in Serie A2.
Conclude la sua prima stagione da tecnico della prima squadra con la sconfitta in gara 3 della semifinale playoff contro il Como Nuoto.
Viene riconfermato anche nella stagione successiva, conclusa con un quinto posto in Serie A2.
Nel mese di febbraio del 2015 viene richiamato alla guida della prima squadra per tutto il girone di ritorno, concludendo il campionato di Serie A2 nuovamente al quinto posto.
Confermato, nella stagione 2015/2016 ottiene un settimo posto finale in
Serie A2.
Nella stagione 2016/2017 svolge il ruolo di vice allenatore, coadiuvando il tecnico Vittorio Schimmenti. 
Nel mese di marzo del 2018 subentra al tecnico dimissionario Antonio Piccione, ottenendo la salvezza all’ultima giornata nel campionato di Serie A2 2017-2018 (pallanuoto maschile).
Nel mese di aprile del 2019 (a 5 giornate dalla fine del campionato) subentra al montenegrino Zoran Mustur alla guida della prima squadra.
Dopo aver vinto i playoff, porta il club palermitano in Serie A1 dopo 13 anni di assenza. Dal 2020 è vice allenatore e dal 2022 allena la formazione Under 18 del Telimar Palermo.
Da responsabile del settore giovanile ha contribuito alla vittoria di due scudetti under 17 B, uno scudetto under 15. 
Nel 2024 ottiene un quarto posto alla final 8 under 18 giocata a Napoli ed un secondo posto al prestigioso torneo internazionale "Habawaba" con la formazione under 10. 